# Călușarii din Bârla
Călușarii din Bârla este un film românesc din 2014 regizat de Adriana Oprea. Rolurile principale au fost interpretate de actorii Gheorghe Crânguș, Marin Crivac, Gelu Crivac.

## Distribuție
Distribuția filmului este alcătuită din:
- Marin Crivac
- Gheorghe Crânguș
- Ana Maria Iuga
- Gelu Crivac
- Gheorghe Năstase
- Ion Alexandru
- Olimpia Mălai — Voice over
- Marian Mandea